# Trophée Harry-« Hap »-Holmes
Le trophée Harry-« Hap »-Holmes, baptisé en l'honneur de Harry Holmes, ancien gardien de but professionnel, est un trophée de hockey sur glace d'Amérique du Nord. Il est remis annuellement dans la Ligue américaine de hockey. Le trophée a été remis pour la première fois en 1948.
Jusqu'en 1971, il était attribué au gardien de but avec la plus petite moyenne de buts alloués (et ayant joué au moins 50 % des parties de son équipe en saison régulière) alors que depuis 1972, il est attribué au(x) gardien(s) de l'équipe ayant encaissé le moins de buts (et ayant joué au moins 25 parties).

## Liste des vainqueurs
| Saison    | Gardien(s)                                           | Équipe                            |
| --------- | ---------------------------------------------------- | --------------------------------- |
| 1947-1948 | Aldege Bastien                                       | Hornets de Pittsburgh             |
| 1948-1949 | Aldege Bastien                                       | Hornets de Pittsburgh             |
| 1949-1950 | Connie Dion                                          | Bisons de Buffalo                 |
| 1950-1951 | Gil Mayer                                            | Hornets de Pittsburgh             |
| 1951-1952 | Johnny Bower                                         | Barons de Cleveland               |
| 1952-1953 | Gil Mayer                                            | Hornets de Pittsburgh             |
| 1953-1954 | Gil Mayer                                            | Hornets de Pittsburgh             |
| 1954-1955 | Gil Mayer                                            | Hornets de Pittsburgh             |
| 1955-1956 | Gil Mayer                                            | Hornets de Pittsburgh             |
| 1956-1957 | Johnny Bower                                         | Reds de Providence                |
| 1957-1958 | Johnny Bower                                         | Barons de Cleveland               |
| 1958-1959 | Bobby Perreault                                      | Bears de Hershey                  |
| 1959-1960 | Ed Chadwick                                          | Americans de Rochester            |
| 1960-1961 | Marcel Paillé                                        | Indians de Springfield            |
| 1961-1962 | Marcel Paillé                                        | Indians de Springfield            |
| 1962-1963 | Denis DeJordy                                        | Bisons de Buffalo                 |
| 1963-1964 | Roger Crozier                                        | Hornets de Pittsburgh             |
| 1964-1965 | Gerry Cheevers                                       | Americans de Rochester            |
| 1965-1966 | Les Binkley                                          | Barons de Cleveland               |
| 1966-1967 | André Gill                                           | Bears de Hershey                  |
| 1967-1968 | Bobby Perreault                                      | Americans de Rochester            |
| 1968-1969 | Gilles Villemure                                     | Bisons de Buffalo                 |
| 1969-1970 | Gilles Villemure                                     | Bisons de Buffalo                 |
| 1970-1971 | Gary Kurt                                            | Barons de Cleveland               |
| 1971-1972 | Daniel Bouchard et Ross Brooks                       | Braves de Boston                  |
| 1972-1973 | Michel Larocque et Michel Deguise                    | Voyageurs de la Nouvelle-Écosse   |
| 1973-1974 | Jim Shaw et Dave Elenbaas                            | Voyageurs de la Nouvelle-Écosse   |
| 1974-1975 | Ed Walsh et Dave Elenbaas                            | Voyageurs de la Nouvelle-Écosse   |
| 1975-1976 | Ed Walsh et Dave Elenbaas                            | Voyageurs de la Nouvelle-Écosse   |
| 1976-1977 | Ed Walsh et Dave Elenbaas                            | Voyageurs de la Nouvelle-Écosse   |
| 1977-1978 | Bob Holland et Maurice Barrett                       | Voyageurs de la Nouvelle-Écosse   |
| 1978-1979 | Pete Peeters et Robbie Moore                         | Mariners du Maine                 |
| 1979-1980 | Rick St. Croix et Robbie Moore                       | Mariners du Maine                 |
| 1980-1981 | Pelle Lindbergh et Robbie Moore                      | Mariners du Maine                 |
| 1981-1982 | Bob Janecyk et Warren Skorodenski                    | Hawks du New Brunswick            |
| 1982-1983 | Brian Ford et Clint Malarchuk                        | Express de Fredericton            |
| 1983-1984 | Brian Ford                                           | Express de Fredericton            |
| 1984-1985 | Jon Casey                                            | Skipjacks de Baltimore            |
| 1985-1986 | Sam St. Laurent et Karl Friesen                      | Mariners du Maine                 |
| 1986-1987 | Vincent Riendeau                                     | Canadiens de Sherbrooke           |
| 1987-1988 | Vincent Riendeau et Jocelyn Perreault                | Canadiens de Sherbrooke           |
| 1988-1989 | Randy Exelby et François Gravel                      | Canadiens de Sherbrooke           |
| 1989-1990 | Jean-Claude Bergeron et André Racicot                | Canadiens de Sherbrooke           |
| 1990-1991 | David Littman et Darcy Wakaluk                       | Americans de Rochester            |
| 1991-1992 | David Littman                                        | Americans de Rochester            |
| 1992-1993 | Corey Hirsch et Boris Rousson                        | Rangers de Binghamton             |
| 1993-1994 | Olaf Kölzig et Byron Dafoe                           | Pirates de Portland               |
| 1994-1995 | Mike Dunham et Corey Schwab                          | River Rats d'Albany               |
| 1995-1996 | Manny Legace et Scott Langkow                        | Falcons de Springfield            |
| 1996-1997 | Jean-François Labbé                                  | Bears de Hershey                  |
| 1997-1998 | Jean-Sébastien Giguère et Tyler Moss                 | Flames de Saint-Jean              |
| 1998-1999 | Martin Biron et Tom Draper                           | Americans de Rochester            |
| 1999-2000 | Milan Hnilička et Jean-François Labbé                | Wolf Pack de Hartford             |
| 2000-2001 | Mika Noronen et Tom Askey                            | Americans de Rochester            |
| 2001-2002 | Martin Prusek, Simon Lajeunesse et Mathieu Chouinard | Griffins de Grand Rapids          |
| 2002-2003 | Marc Lamothe et Joey MacDonald                       | Griffins de Grand Rapids          |
| 2003-2004 | Wade Dubielewicz et Dieter Kochan                    | Sound Tigers de Bridgeport        |
| 2004-2005 | Jason LaBarbera et Steve Valiquette                  | Wolf Pack de Hartford             |
| 2005-2006 | Dany Sabourin                                        | Penguins de Wilkes-Barre/Scranton |
| 2006-2007 | Jason LaBarbera                                      | Monarchs de Manchester            |
| 2007-2008 | Barry Brust et Nolan Schaefer                        | Aeros de Houston                  |
| 2008-2009 | Karl Goehring et Cory Schneider                      | Moose du Manitoba                 |
| 2009-2010 | Cédrick Desjardins et Curtis Sanford                 | Bulldogs de Hamilton              |
| 2010-2011 | John Curry et Brad Thiessen                          | Penguins de Wilkes-Barre/Scranton |
| 2011-2012 | Ben Scrivens                                         | Marlies de Toronto                |
| 2012-2013 | Jeff Zatkoff et Brad Thiessen                        | Penguins de Wilkes-Barre/Scranton |
| 2013-2014 | Jeff Deslauriers et Eric Hartzell                    | Penguins de Wilkes-Barre/Scranton |
| 2014-2015 | Matt Murray et Jeff Zatkoff                          | Penguins de Wilkes-Barre/Scranton |
| 2015-2016 | Peter Budaj                                          | Reign d'Ontario                   |
| 2016-2017 | Tristan Jarry et Casey DeSmith                       | Penguins de Wilkes-Barre/Scranton |
| 2017-2018 | Garret Sparks et Calvin Pickard                      | Marlies de Toronto                |
| 2018-2019 | Eddie Pasquale                                       | Crunch de Syracuse                |
| 2019-2020 | Connor Ingram et Troy Grosenick                      | Admirals de Milwaukee             |
| 2020-2021 | Pheonix Copley et Zachary Fucale                     | Bears de Hershey                  |
| 2021-2022 | Alex Lyon                                            | Wolves de Chicago                 |
| 2022-2023 | Dustin Wolf                                          | Wranglers de Calgary              |